# Martin Schütz (Cellist)
Martin Schütz (* 1954) ist ein Schweizer Cellist im Bereich des Jazz und der neuen Improvisationsmusik sowie Komponist, Film- und Theatermusiker.

## Biografie
Nach einer Ausbildung zum klassischen Cellisten wandte sich Schütz dem Jazz und der Improvisation zu. Ab Mitte der 1980er Jahre begann er sich für elektrisch verstärkte Musik und für die elektronische Veränderung des Cello-Klangs zu interessieren. Das führte zum Bau des „electric 5-string-cello“, das sein Hauptinstrument wurde. Schütz hat immer wieder mit Butch Morris und Shelley Hirsch gearbeitet und im Trio mit Barre Phillips und Hans Burgener, aber auch mit Paul Lovens, Stephan Wittwer und Werner Lüdi, mit Manuel Mengis, Marco Käppeli, mit Saadet Türköz oder mit Lucas Niggli gespielt. Seit 1990 arbeitet er regelmäßig im Trio mit Hans Koch und Fredy Studer, teilweise auch mit Musikern aus anderen Kulturen zusammen, beispielsweise mit der El Nil Troop aus Ägypten („Heavy Cairo Traffic“), mit DJs aus New York („Roots & Wires“) und mit dem Poeten Christian Uetz.
In den letzten Jahren ist Schütz auch als Komponist und Live-Musiker im Theater (u. a. mit den Regisseuren Luc Bondy, Christoph Marthaler, und Ruedi Häusermann in Zürich, Hamburg, Berlin, Wien und München) sowie für Tanzperformances (u. a. für Anna Huber) in Erscheinung getreten. Weiterhin verfasst er Musik für Hörspiele (u. a. für Erik Altorfer) und für Filme (unter anderem für Peter Liechti, Dieter Gränicher und Tobias Ineichen).
Schütz lebt in Biel.

## Auszeichnungen
- 2011: Musikpreis des Kantons Bern[1]